# (22791) Twarog
(22791) Twarog (1999 LL7) – planetoida z pasa głównego asteroid okrążająca Słońce w ciągu 3,19 lat w średniej odległości 2,17 j.a. Odkryta 14 czerwca 1999 roku.